# Otto Ziege
Otto Ziege (* 14. Juni 1926 in Berlin; † 8. November 2014) war ein deutscher Radrennfahrer, Radsportfunktionär und Veranstalter von Radrennen.

## Sportliche Laufbahn
Als 15-Jähriger trat Otto Ziege dem Verein Germania 03 Berlin bei. Schon ein Jahr später gewann er mit seiner Mannschaft die Berliner Jugendmeisterschaft. Zu seinen damaligen Trainingsgefährten gehörte auch Conny Rux, der später ein bekannter Boxer und als solcher deutscher Meister wurde. 1943 gewann Ziege vier Titel bei den Jugendmeisterschaften in Berlin. Im August 1943 wurde er zur Wehrmacht einberufen. Nach der Rückkehr aus der Kriegsgefangenschaft löste er 1946 eine Lizenz als Berufsfahrer, sein Mentor und Förderer in dieser Zeit war der Rennfahrer Bernhard Matysiak. Ziege war zwischen 1947 und 1956 aktiv und gehörte ab 1949 dem Profirennstall des Fahrradherstellers Dürkopp an.  Dürkopp hatte zunächst kein Interesse an Ziege, Otto Weckerling bürgte jedoch für dessen Leistungsfähigkeit und vermittelte einen Vertrag. Seinen größten sportlichen Erfolg feierte er 1949 mit dem Gewinn der Deutschen Straßen-Radmeisterschaft der Profis. Zusammen mit Willy Funda nahm er regelmäßig an dem seit 1949 wieder stattfindenden Berliner Sechstagerennen teil und avancierte dort zum Lokalmatador. 1953 wurde er Vize-Meister im Steherrennen hinter Walter Lohmann.

## Berufliches
Nach Beendigung seiner aktiven Laufbahn eröffnete er zusammen mit seiner Frau eine Tankstelle an der Ecke Leibnizstraße/Mommsenstraße in Berlin-Charlottenburg. 1958 verpflichtete ihn Max Knaack, der Veranstalter des Sechstagerennens, als Sportlichen Leiter. Diese Funktion füllte er zunächst bis 1990 aus. Von der Wiederbelebung des Rennens im Jahr 1997 bis 2009 trug Ziege erneut die sportliche Verantwortung. Ebenso diente er zwischen 1976 und 1996 beim Dortmunder Sechstagerennen in der Dortmunder Westfalenhalle als Sportlicher Leiter.

## Ehrungen
In den 1960er Jahren war Ziege vier Jahre lang Bundestrainer im Straßenradsport und stand lange Jahre als Präsident dem Berliner Radsport-Verband vor. Bei seinem Ausscheiden aus diesem Amt wurde er zu dessen Ehrenpräsident ernannt. Für sein Lebenswerk wurde er 2001 mit dem Verdienstorden des Landes Berlin ausgezeichnet. 2004 erhielt er das Goldene Band des Verbands der Berliner Sportjournalisten.

## Trivia
Otto Ziege verband eine langjährige Freundschaft mit dem niederländischen Bahnradsportler Jan Derksen. Mehr als zwanzig Jahre trafen sich beide im Frühjahr auf Mallorca und fuhren gemeinsam Rad. Zu seinem 73. Geburtstag erhielt Ziege von Derksen, Patrick Sercu und Eddy Merckx ein persönlich auf ihn zugeschnittenes Rennrad als Geschenk, mit dem er eine Ehrenrunde beim Berliner Sechstagerennen fuhr.

## Filmdokumentation
- Sechs Tage, Sechs Nächte – 100 Jahre Berliner Sechstagerennen von Heinz Brinkmann, RBB 2008 – auf der daraus entstandenen DVD befindet sich im einstündigen Bonusmaterial u. a. auch die Langversion der mit Otto Ziege geführte Gespräche